# Mineplex
Mineplex — багатокористувацький сервер Minecraft з міні іграми. Він є одним із семи серверів Minecraft: Bedrock Edition, які офіційно співпрацюють з Mojang Studios, розробниками Minecraft.

## Історія
Mineplex був заснований і створений 24 січня 2013 року Ґреґорі Байлосом і Спуджеллом, відомими в Minecraft як «Sterling_», і «Spu_». Сервер є одним із найстаріших серверів Minecraft, які працюють і досі. Після того, як YouTube-блогер CaptainSparklez став частиною команди власників, на сервері збільшилася кількість гравців, він почав публікувати відео про гру на сервері. У червні 2015 року сервер побив рекорд за кількістю гравців онлайн — 43 033 одночасних гравців. У 2016 році Dallas Mavericks у співпраці з Mineplex створили Dallas Mavericks World, міні гра для сервера. Згідно з пресрелізом команди, вона дозволить гравцям брати участь у будівельних змаганнях та грати у баскетбольну міні гру в повномасштабній моделі American Airlines Center. Міні гра була запущена на сервері влітку 2016 року, але зрештою зазнала невдачі через партнерство Mineplex з Mojang Studios. 7 липня 2016 року було створено сервер Bedrock Edition, на якому було розміщено більшість ігор Java Editions для ширшої аудиторії, і його пік становив 19 000 одночасних гравців. З того часу Mineplex повільно втрачав гравців. 11 травня 2023 року сервер припинив своє існування після довго занепаду. Після закриття колишній адміністратор і творець популярної гри Overwatch Саміто заявив у соціальних мережах, що він придбав Mineplex і планує знову відкрити його в майбутньому.

## Особливості
Головною особливістю сервера є різні міні ігри — спеціально налаштовані й сильно модифіковані розраховані на багато користувачів карти з різними цілями. Ці міні ігри забезпечують виграшні ігрові механіки у грі-пісочниці. Вони поділені на такі категорії, як класика, аркада, клани та святкові міні ігри. Щоб оплатити сервер та його розвиток, Mineplex продає гравцям внутрішньоігрову косметику та спеціальні можливості, а також скіни та карти на Marketplace для Minecraft Bedrock Edition.

## Популярність
Станом на середину 2016 року на Mineplex щомісяця грали мільйони унікальних гравців. На піку свого розвитку сервер налічував близько 20 000 одночасних гравців практично в будь-який час, а 28 січня 2015 побив рекорд Книги рекордів Гіннеса, зареєструвавши 34 434 одночасних гравців — найбільше на сервері Minecraft у той час.
У Книзі рекордів Гіннесса 2016: Gamers Edition, Mineplex був вказаний як найпопулярніша серверна мережа Minecraft: 28 січня 2015 року на сервері одночасно знаходилося 34 434 гравці. У тому ж році цей рекорд був побитий іншим сервером під назвою Hypixel. Популярність Mineplex стрімко падала з пікових років, зараз на сервері Java Edition одночасно знаходиться в середньому 300-600 гравців, а на його аналогу Bedrock Edition — 5 000+ гравців.